# Janae De Gannes
Janae De Gannes (* 17. Oktober 2006) ist eine Leichtathletin aus Trinidad und Tobago, die sich auf den Weitsprung spezialisiert hat und auch im Sprint an den Start geht.

## Sportliche Laufbahn
Erste internationale Erfahrungen sammelte Janae De Gannes bei den CARIFTA Games 2022 in Kingston, bei denen sie in 12,00 s den fünften Platz im 100-Meter-Lauf in der U17-Altersklasse belegte und über 200 Meter mit 25,46 s im Halbfinale ausschied. Zudem belegte sie im Weitsprung mit 5,56 m den vierten Platz. Im Jahr darauf schied sie bei den CARIFTA Games in Nassau mit 24,53 s im Vorlauf über 200 Meter in der U20-Altersklasse aus und gewann im Weitsprung mit 5,93 m die Silbermedaille. Zudem sicherte sie sich mit der 4-mal-100-Meter-Staffel in 45,35 s ebenfalls die Silbermedaille. Anschließend siegte sie bei den U18-NACAC-Meisterschaften in San José mit 6,11 m im Weitsprung sowie in 45,99 s im Staffelbewerb, während sie mit 25,06 s nicht über die Vorrunde im 200-Meter-Lauf hinauskam. Im August schied sie bei den Commonwealth Youth Games in Port-of-Spain mit 24,46 s im Halbfinale über 200 Meter aus und gewann im Weitsprung mit 6,07 m die Silbermedaille. 2024 siegte sie bei den CARIFTA Games in St. George’s mit neuem Spielerekord von 6,50 m im Weitsprung und gewann mit der 4-mal-400-Meter-Staffel in 3:47,51 min die Silbermedaille. Im August belegte sie bei den U20-Weltmeisterschaften in Cali mit 6,09 m den achten Platz im Weitsprung und wurde mit der Staffel im Vorlauf disqualifiziert. Im Herbst begann sie ein Studium an der Baylor University in den Vereinigten Staaten. Im Jahr darauf gewann sie bei den CARIFTA Games 2025 in Port of Spain mit 6,36 m die Silbermedaille im Weitsprung.
2022 wurde De Gannes trinidadisch-tobagische Meisterin im Weitsprung sowie 2023 in der 4-mal-100-Meter-Staffel. Zudem wurde sie 2024 Landesmeisterin in der Mixed-Staffel über 4-mal 400 Meter.

## Persönliche Bestleistungen
- 100 Meter: 11,89 s (+1,7 m/s), 25. Juni 2022 in Port-of-Spain
- 200 Meter: 24,34 s (+1,0 m/s), 30. Juli 2023 in Port-of-Spain
- Weitsprung: 6,50 m (+0,5 m/s), 1. April 2024 in St. George’s